# Mariko Tamaki

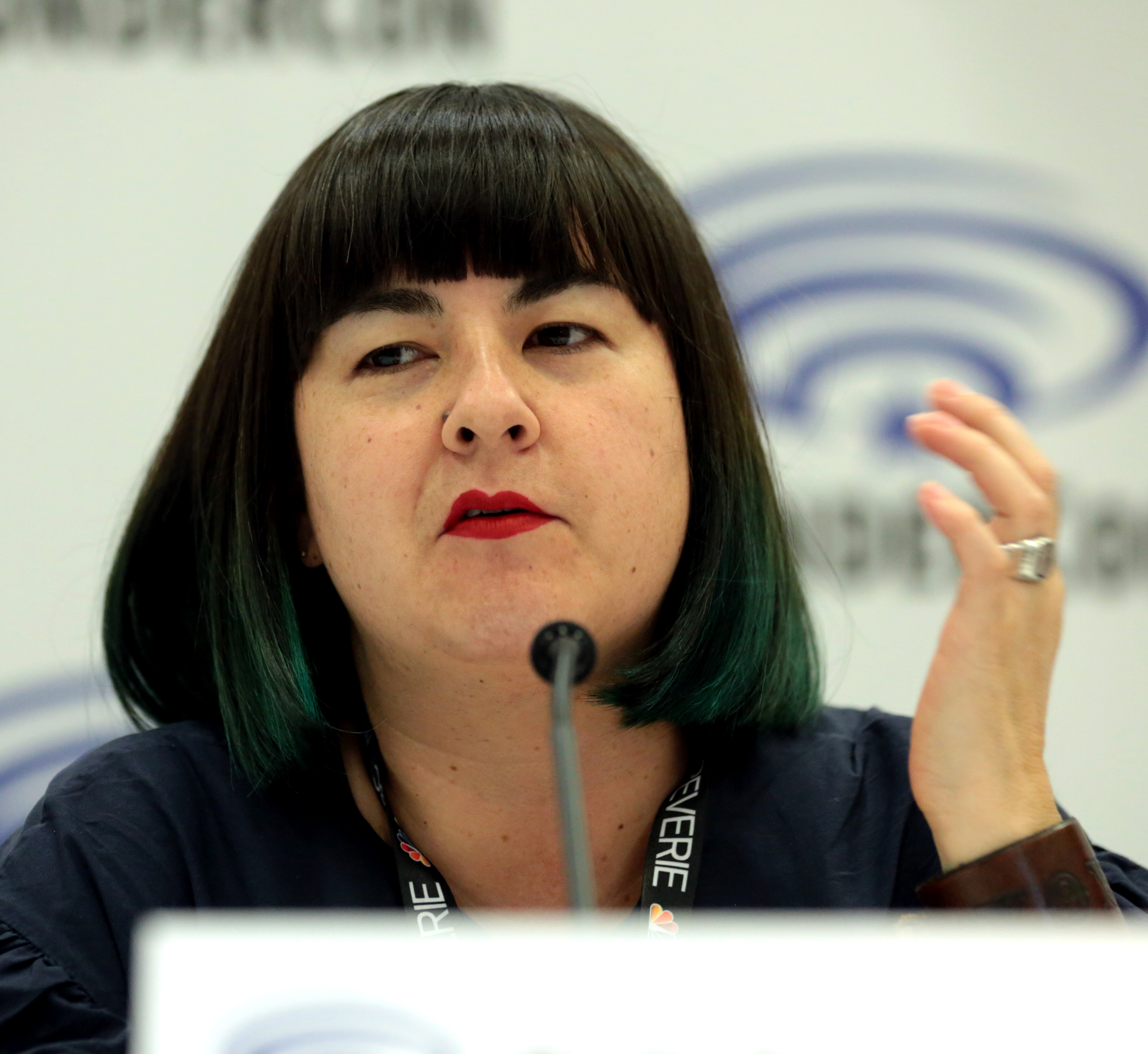
Mariko Tamaki auf der WonderCon 2018 in Anaheim (Foto von Gage Skidmore)

Mariko Tamaki (* 1975 in Toronto) ist eine mehrfach ausgezeichnete kanadische Autorin und Performance-Künstlerin. Als Autorin verfasst Tamaki hauptsächlich Comics; sie schreibt aber auch Drehbücher, Prosa und Theaterstücke.

## Leben und Werk
Mariko Tamaki wurde 1975 in Toronto im Bundesstaat Ontario geboren. Sie ist die Cousine der Comiczeichnerin Jillian Tamaki, mit der sie mehrfach zusammenarbeitete. Mariko Tamaki besuchte dort das Havergal College, eine reine Mädchenschule. Nach ihrem Schulabschluss studierte sie Englische Literatur an der McGill University und machte dort 1994 ihren Abschluss.
Tamakis erster Roman Cover Me erschien im Herbst 2000 bei McGilligan Books. In mehreren Rückblenden erzählt die Autorin die Geschichte von Traci, die als Jugendliche unter Depressionen litt und eine Sucht zu selbstverletzendem Verhalten entwickelte („cutting“). Im Rückblick erzählt die Mitte 20-jährige Traci, wie sich die selbst zugefügten Verletzungen als einzige Flucht vor ihrem Alltag als Außenseiterin anfühlten. Im Laufe der Geschichte erfährt der Leser, wie sich die Hauptfigur ihren Problemen stellt und ihren Platz im Leben sucht. Letztendlich kann Traci ihr selbstverletzendes Verhalten durch Tätowierungen ersetzen. Es folgten zwei Sammlungen mit Kurzgeschichten im Verlagsprogramm von Women’s Press: True Lies: The Book of Bad Advice erschien im Jahr 2002, FAKE ID wurde 2005 veröffentlicht.
Im Jahr 2008 erschien Tamakis Comic Skim bei Groundwood Books, im Jahr 2019 veröffentlichte Reprodukt die deutsche Übersetzung von Sven Scheer mit einem Handlettering von Michael Hau. Die Zeichnungen stammen von Tamakis Cousine Jillian Tamaki. Die Hauptfigur Kimberly Keiko Cameron, die Skim genannt wird, ist eine angehende Wicca-Hexe. Die Geschichte spielt in Toronto wird aus der Perspektive der 16-jährigen Skim und ihres Tagebuchs geschildert. Sie besucht im Herbst 1993 eine katholische, private Mädchenschule, fühlt sich hier allerdings fremd und selbst ihre beste Freundin Lisa geht ihr auf die Nerven. Beide sind als Außenseiter regelmäßig Opfer von Mobbing durch ihre Mitschüler. Der Schulalltag gerät aus den Fugen, als der Exfreund einer Klassenkameradin sich das Leben nimmt. Während sich Lehrer, Eltern und Mitschüler mit Präventionsmaßnahmen und gut gemeinten Ratschlägen überbieten, verliebt sich Skim in ihre Englischlehrerin Ms. Archer.
Ein weiteres wichtiges Werk von Tamaki, das ebenfalls zusammen mit Jillian Tamaki entstanden ist, stellt Ein Sommer am See dar. Der mehrfach ausgezeichnete und vielfach übersetzte Comic erschien 2014 bei First Second, im folgenden Jahr brachte Reprodukt die deutsche Übersetzung von Tina Hohl heraus (das Handlettering übernahm erneut Michael Hau). Wie jeden Sommer verbringt Rose die Ferien mit ihren Eltern am Awago Beach, wo sie wie immer ihre Urlaubsfreundin Windy trifft. Zunächst erscheint alles wie die Jahre davor. Rose und ihre Freundin füllen die langen Sommertage mit sorglosen Ferienaktivitäten. Aber in diesem Jahr ist vieles anders als die Sommer davor. Durch die andauernden Streiteren nimmt Rose ihre Eltern erstmals als Menschen mit eigenständigen Sorgen wahr und muss sich deswegen mit Themen wie Beziehungsstress, Depression und Adoption auseinandersetzen. So Rose erfährt, dass ihre Mutter Alice aufgrund von Unfruchtbarkeit und einer Fehlgeburt an Depressionen leidet. Mit ihrer über ein Jahr jüngeren Freundin Windy nimmt Rose einerseits vertraute Kindheitsrituale wieder auf, anderseits ist Rose den Spielen bereits entwachsen.
Für die Geschichte Laura Dean und wie sie immer wieder mit mir Schluss macht arbeite Tamaki mit der Comiczeichnerin Rosemary Valero-O’Connell zusammen. Die Graphic Novel erschien 2019 bei First Second, im gleichen Jahr veröffentlichte Carlsen Comics die deutsche Übersetzung von Annette von der Weppen. Der Comic spielt vor dem Hintergrund der vielfältigen und queeren Gemeinschaft rund um die Berkeley High School. Die 16-jährige Frederica „Freddy“ Riley ist in die anziehende aber auch egozentrische Laura Dean verliebt. Egal wie oft diese sich von ihr trennt, kehrt Freddy doch immer wieder zu Laura zurück, wenn dieser danach ist. Allerdings überspannt Laura den Bogen, als sie Freddy an einer Tanzveranstaltung am Valentinstag betrügt. Tamaki verfasste ebenfalls zahlreiche Superhelden-Comics, etwa für DC Comics, Dark Horse Comics und Marvel Comics. Sie schrieb zum Beispiel Geschichten zu den Figuren Wonder Woman, Lara Croft und Hulk. Die Comics der Autorin wurden mehrfach übersetzt, unter anderem ins Französische, Italienische, Niederländische, Portugiesische, Spanische und Tschechische.
Bei Roaming – Fünf Tage in New York kooperierte sie zum dritten Mal mit ihrer Cousine Jillian Tamaki. Sowohl die englische wie auch die deutsche Ausgabe erschienen im September 2023 bei Drawn and Quarterly beziehungsweise Reprodukt. Dani und Zoe sind bereits seit ihrer Schulzeit eng miteinander befreundet, studieren aber mittlerweile an unterschiedlichen Universitäten. Eine Reise nach New York, die für beide ein lange gehegter Traum ist, soll die beiden wieder näher zusammenbringen. Allerdings bringt Dani unangekündigt ihre Mitbewohnerin mit, was zu Spannungen zwischen den Frauen führt. Während für die ersten beiden Werke der Tamakis – Skim und Ein Sommer am See – Jillian die Zeichnungen und Mariko den Text verantwortete, entstand Roaming in einem organischen Prozess, bei dem sie Skript und Zeichnungen gemeinsam entwickelten. In den ersten beiden Werken ging es um Kinder und Jugendliche, in Roaming spielen junge Frauen die Hauptrolle. Die Comics teilen sich das erzählerische Motiv des Heranwachsens und Erwachsenwerdens.
Als Drehbuchautorin war Tamaki unter anderem an den Serien Baroness Von Sketch Show, Supergirl und Vagrant Queen beteiligt. Tamaki ist nicht nur als Autorin aktiv, sondern ebenfalls als Filmemacherin, Performance-Künstlerin und Dozentin für kreatives Schreiben in Toronto. Sie war an fünf Events der Reihe Cheap Queers von Keith Cole als Autorin und Darstellerin beteiligt. Die Künstlerin trat bei Cheap Queers solo und mit dem Künstlerkollektiv „Pretty Porky & Pissed Off“ in Erscheinung.

## Veröffentlichungen (Auswahl)

### Comics
- Ein Sommer am See zusammen mit Jillian Tamaki (Illustration). Reprodukt, Berlin 2015, 320 Seiten, Hardcover, ISBN 978-3-95640-025-4.
  - This One Summer. First Second, New York 2014, ISBN 978-1-59643-774-6.
- Laura Dean und wie sie immer wieder mit mir Schluss macht zusammen mit Rosemary Valero-O’Connell (Illustration). Carlsen Verlag, Hamburg 2019, 304 Seiten, Hardcover, ISBN 978-3-551-76590-1.
  - Laura Dean Keeps Breaking Up with Me. First Second, New York 2019, ISBN 978-1-250-31284-6.
- Skim zusammen mit Jillian Tamaki (Illustration). Reprodukt, Berlin 2019, 144 Seiten, Softcover, ISBN 978-3-95640-180-0.
  - Skim. Groundwood Books, Toronto 2008, ISBN 978-0-88899-753-1.
- Harley Quinn: Breaking Glass – Jetzt kracht’s! zusammen mit Steve Pugh (Illustration). Panini Comics, Stuttgart 2020, 208 Seiten, Softcover, ISBN 978-3-7416-1761-4.
  - Harley Quinn: Breaking Glass. DC Comics, New York 2019, ISBN 978-1-4012-8329-2.
- Supergirl: Einfach super!? zusammen mit Joëlle Jones (Illustration) und Sandu Florea (Tusche). Panini Comics, Stuttgart 2021, 208 Seiten, Softcover, ISBN 978-3-7416-2115-4.
  - Supergirl: Being Super. DC Comics, New York 2019, ISBN 978-1-4012-6894-7.
- Roaming – Fünf Tage in New York zusammen mit Jillian Tamaki (Illustration). Reprodukt, Berlin 2023, ISBN 978-3-95640-391-0.
  - Roaming. Drawn and Quarterly, Montreal 2023, ISBN 978-1-77046-433-9.

### Romane
- Cover Me. McGilligan Books, Toronto 2000, 136 Seiten, ISBN 978-0-9698064-9-3.
- True Lies: The Book of Bad Advice (Kurzgeschichten). Women’s Press, Toronto 2002, 131 Seiten, ISBN 978-0-88961-402-4.
- FAKE ID (Kurzgeschichten). Women’s Press, Toronto 2005, 122 Seiten, ISBN 978-0-88961-449-9.
- Saving Montgomery Sole. Roaring Brook Press, New York 2016, 228 Seiten, ISBN 978-1-62672-271-2.

## Auszeichnungen
- 2008: Ignatz Award für Skim in der Kategorie „Outstanding Graphic Novel“
- 2008: Publishers Weekly Liste der „Publishers Weekly Best Books“ für Skim[23]
- 2009: ALA Best Books for Young Adults für Skim in der Kategorie „Top Ten Best Books for Young Adults“
- 2009: Joe Shuster Award für Skim und Emiko Superstar in der Kategorie „Outstanding Writer“[24]
- 2009: Doug Wright Award für Skim in der Kategorie „Best Book“[25]
- 2012:  Dayne Ogilvie Prize (ein Preis für kanadische LGBT-Autoren) in der Kategorie „Honorable Mention“[26]
- 2014: Ignatz Award für This One Summer in der Kategorie „Outstanding Graphic Novel“
- 2014: Governor General’s Award für This One Summer in der Kategorie „Children’s Literature (Illustration)“[27]
- 2015: Eisner Award für This One Summer in der Kategorie „Best Graphic Album: New (Bester neuer Graphic Novel)“
- 2015: Joe Shuster Award für This One Summer in der Kategorie „Outstanding Writer“[28]
- 2015: Caldecott Honor Book für This One Summer[29]
- 2015: Printz Honor Book für This One Summer für „Excellence in Literature for Young Adults“[10]
- 2015: Lynd Ward Graphic Novel Prize für This One Summer[30]
- 2016: Rudolph-Dirks-Award für Ein Sommer am See in der Kategorie „Jugenddrama / Coming of Age“
- 2016: Max-und-Moritz-Preis für Ein Sommer am See in der Kategorie „Bester internationaler Comic“
- 2019: Ignatz Award für Laura Dean Keeps Breaking Up With Me in den Kategorien „Outstanding Graphic Novel“ und „Outstanding Story“
- 2019: Harvey Award für Laura Dean Keeps Breaking Up With Me in der Kategorie „Best Children's or Young Adult Book Award“
- 2019: Luchs des Monats Nummer 393 für Skim
- 2020: Eisner Award in der Kategorie „Best Writer“
- 2020: Printz Honor Book für Laura Dean Keeps Breaking Up With Me[31]
- 2024: Eisner Award zusammen mit Jillian Tamaki für Roaming in der Kategorie „Best Graphic Album: New (Bester neuer Graphic Novel)“
- 2024: Eisner Award für Roaming in der Rubrik „Best Writer (Bester Autor)“

## Kritiken
Tamakis Romandebüt Cover Me beschreibt Ilyse Muser im Journal of Adolescent & Adult Literacy als die ergreifende Geschichte einer Teenagerin, die mit Depressionen und den Folgen zurechtkommen muss („poignant story about an adolescent coping with depression“). Der Roman behandele gekonnt schwierige Themen, wie etwa die Einsamkeit von Außenseitern, und sei gerade deswegen ein wichtiges Buch („[i]t is an important book that can be used to discuss what it means to be on the outside“).
Trotz anfänglicher Skepsis in Anbetracht der vielen Graphic Novels über das Erwachsenwerden zeigt sich Christoph Haas in die Süddeutsche Zeitung überrascht und begeistert von Ein Sommer am See. Das Buch sei ein Meisterwerk und überzeuge nicht nur durch „großes Können, sondern auch durch wunderbar neuartige Bilder“. Laut Moritz Piehler in Der Spiegel beschreibt Ein Sommer am See gelungen eine Mädchenfreundschaft und den letzten Kindheitssommer. Der Graphic Novel gelänge eine „wunderschön sentimentale Momentaufnahme einer Mädchenbeziehung“. Themen wie Freundschaft, Mobbing, Sexualität und Geschlechtsidentität werden in der Geschichte thematisiert, ohne dabei aufdringlich oder plakativ zu wirken. Die Zeichnungen von Jillian Tamaki füllen die „Coming-of-Age-Geschichte so geschickt mit Leben, dass man als Leser fast meint, aus der Ferne am See spielende Kinder zu hören“. Bei Comicgate hält Thomas Kögel fest, dass Ein Sommer am See keinen zentralen Plot vorantreibe, sondern viel wichtiger seien Gefühl und Zustand, in dem Rose sich befindet. Trotz der über 300 Seiten Umfang erwarten den Leser weder Pathos noch große Gesten, sondern eine „leise, zurückhaltend und mit einer sehr angenehmen Beiläufigkeit“ erzählte Geschichte. Für Susan Burton in The New York Times stellt This One Summer eine wundervolle Coming-of-Age-Geschichte dar, die sich insbesondere wegen der gelungenen graphischen Umsetzung nicht nur für Fans des Genres hervorragend eigne („a graphic novel for readers who appreciate the form, as well as for fans of traditionally told coming-of-age stories. If I worked at a bookstore, I’d be hand-selling it to customers […]“). Die Hauptfigur Rose sei im Stillen genauso kraftvoll, wie der ergreifende und bewegende Comic selber („[s]he proves herself to be as quietly powerful as this moving, evocative book“). Neben der medialen Rezeption war das Werk aber auch Gegenstand von Kritik. This One Summer belegte 2016 den ersten Platz der Liste der zehn umstrittensten Bücher der American Library Association in den Vereinigten Staaten („Top Ten Most Challenged Books in 2016“). Aufgrund zahlreicher Beschwerden wurde die Graphic Novel mehrfach zugangsbeschränkt, umgelagert oder vollständig aus Bibliotheksbeständen entfernt. Grund für die Beschwerden waren die offene Darstellung von LGBT-Charakteren, Drogenkonsum, vulgäre Ausdrucksweisen, sexuell expliziter Inhalt und Erwachsenenthemen („banned because it includes LGBT characters, drug use, and profanity, and it was considered sexually explicit with mature themes“). Im Jahr 2018 erfolgte ein weiterer Eintrag aus ähnlichen Gründen auf Platz sieben der gleichen Liste („banned and challenged for profanity, sexual references, and certain illustrations“).
Laut Katrin Doerksen bei Deutschlandfunk Kultur sei Skim zwar noch nicht so ausgefeilt wie Ein Sommer am See, die Selbstverständlichkeit mit der „die Tamakis ihre Figuren zum Leben erwecken, ist aber schon hier zu spüren“. In Die Zeit lobt Benno Hennig von Lange den Comicroman Skim, dieser versetze den Rezensent gekonnt in die Qualen einer Jugendlichen. Im Umgang mit Fragen zu Themen wie Liebe, Einsamkeit und Suizid erweise sich die pummelige, stets dunkel gekleidete Protagonistin Skim als sensible Beobachterin. Text und Bild überzeugen durch ihr „gelungene[s] Zusammenspiel“ und seien „atmosphärisch und vielschichtig deutbar“. In Quill & Quire lobt Judith Saltman Skim ebenfalls. Mariko Tamaki verleihe dem Werk eine authentische, adoleszente Stimme, die dramatisch, selbstbezogen, lustig, aufrichtig und auch mal schlagfertig ausfalle („an authentic adolescent voice that’s dramatic, self-obsessed, funny, earnest, and sometimes glib“). Die einfarbigen Zeichnungen von Jillian Tamaki hätten eine klassische Eleganz. Mit flüssigem und freiem Strich setze sie kreativ etwa Dialoge und Bewegung in Szene („drawings are fluid and loose, creatively employing elements such as dialogue balloons and lines to show movement“). Die abwechslungsreiche Größe und Anordnung der Panels verliehen der Graphic Novel zusätzliche Dynamik („panels vary dynamically in size and placement“). Skim zeige außerdem eindrücklich, wie verschlossen und verklemmt der Umgang mit Homosexualität im schulischen Umfeld stattfinde. In der Gruppensitzung der Schüler mit Mrs. Hornet werde nicht thematisiert, dass der Junge, der Suizid begangen hat, schwul war, noch teile Skim ihre eigenen sexuellen Gefühle mit ihrer besten Freundin Lisa.
Für Brendan Kiely in The New York Times stellt Laura Dean Keeps Breaking Up With Me eine schöne und aufrichtige Erzählung über schwierige Beziehungen dar („sweet, wholehearted ode to on-again-off-again relationships“). Die Geschichte gewinne viel emotionale Kraft durch die Zeichnungen, etwa wenn textlose Sequenzen Freddy in ihrem Zimmer oder bei einem langen Spaziergang zeigen („well-earned emotional power of the story emerges in beautiful silences“). Der Comic greife geschickt auf vorherige Generationen der LGBT-Bewegung zurück, ohne dabei übermäßig politisch zu werden. In Publishers Weekly wird die Auseinandersetzung mit toxischen Beziehungen in Laura Dean Keeps Breaking Up With Me als scharfsinnig und umwerfend beschrieben („[t]his exploration of toxic relationships […] is, like its cast, sharp and dazzling“). Die schwungvollen und klaren Linien mit pinken Akzenten von Valero-O'Connell erzeugten eine atmosphärische Dichte voll persönlicher Details der Charaktere („[b]old, clean lines and pink highlights characterize rich art“).
Mit Roaming hätten Mariko und Jillian Tamaki erneut bewiesen, dass sie zu den „aufregendsten Stimmen der internationalen Comic-Szene gehören, die sich ebenso empathisch wie ernsthaft queeren Themen annehmen“. Weiter hält Heike Byn im Tagesspiegel fest, dass die beiden sich auf „dramaturgischer und künstlerischer Ebene weiterentwickelt“ hätten, genauso wie die „Heldinnen im aktuellen Werk den Übergang ins Erwachsenenalter vollziehen“. Die Kulisse Manhattans wirke „geradezu gigantisch im Verhältnis zu den dort umherstreifenden, zutiefst verunsicherten jungen Frauen“. Hinzu komme, dass sich „hier und da Realität und subjektive Wahrnehmung metaphorisch miteinander [verschmelzen], um besonders emotionale Momente eindringlich zu schildern“. Für Rachel Cooke bei The Guardian eignet sich Roaming für jeden, der sich an die Intensität einer Freundschaft zwischen jungen Frauen erinnert. Die Dialoge träfen immer den „perfekten Ton“ und jede Zeile füge der Geschichte mehr Sinn hinzu; egal ob es die sexuelle Anziehung zwischen Zoe und Fiona sei oder die Frustration bei dem Versuch, das Netz der New Yorker U-Bahn zu verstehen. So gelungen die Texte auch seien, machten erst Jillian Tamakis Zeichnungen die Veröffentlichung zu etwas Besonderem.